# NGC 1266
Az NGC 1266 lentikuláris galaxis az Eridanus csillagképben. Ugyan nincs csillagontó fázisban, az elmúlt időszakban intenzív csillagképződést lehetett felfedezni a galaxisban, ami mindössze 500 millió éve szűnt meg. Közepén egy aktív galaxismag található.